# Індивідуалізм
Індивідуалі́зм (фр. individualisme) — це моральна позиція, політична філософія, ідеологія чи соціальний світогляд який підкреслює цінність особистості. Індивідуалісти сприяють здійсненню своїх цілей та бажань, цінують незалежність та виступають за те, щоб інтереси індивіда переважали державні чи соціальної групи, вони також проти зовнішнього втручання у інтереси індивіда зі сторін інституцій таких як держава та суспільство. Індивідуалізм часто наводять у контрасті з тоталітаризмом, колективізмом та іншими корпоративними соціальними формами.

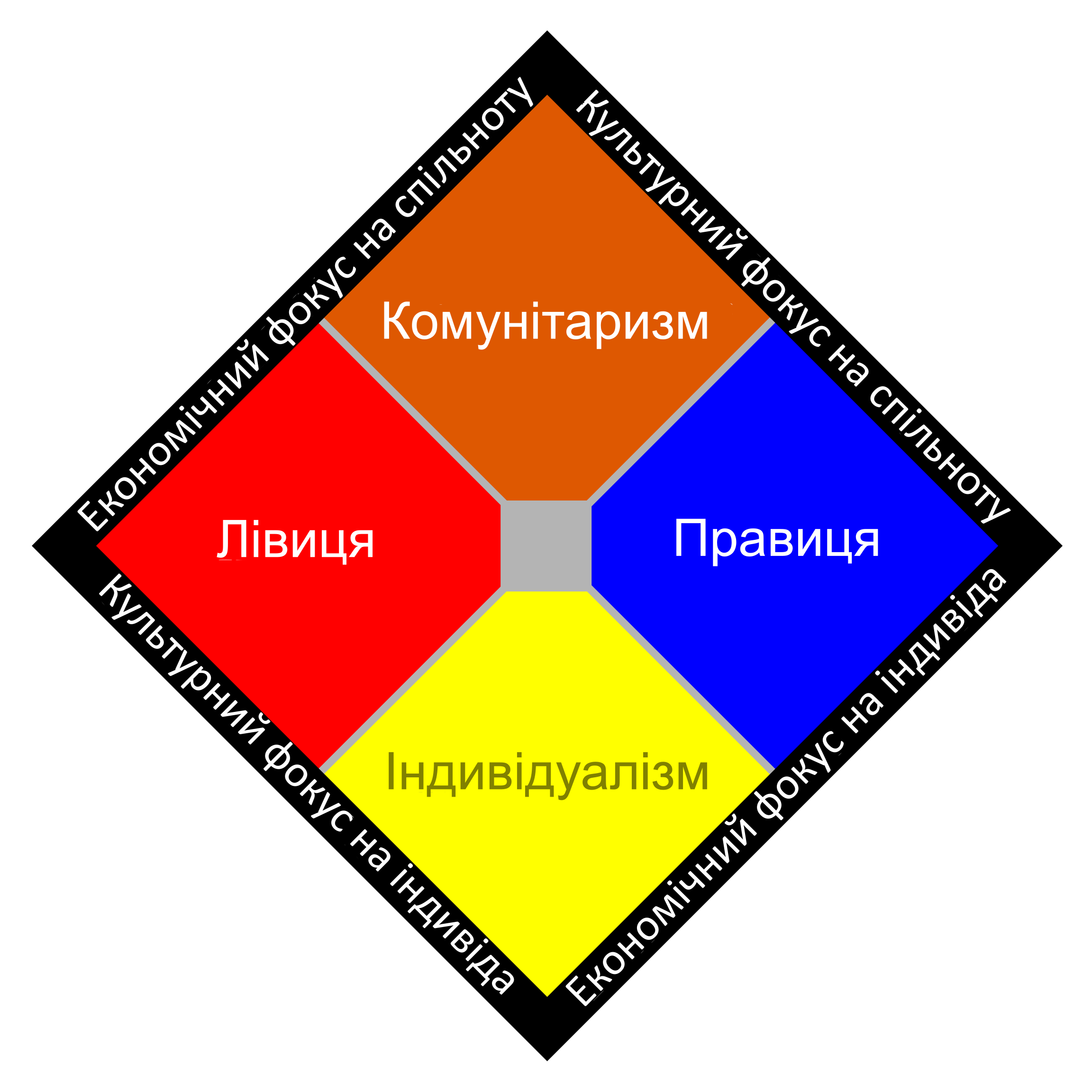
Політичний спектр

Індивідуалізм фокусується на людині і так починається, "з фундаментальної передумови, що людська індивідуальність має першочергове значення у боротьбі за визволення".  Анархізм, екзистенціалізм та лібералізм —  приклади політичних напрямків, які передбачають людську індивідуальність як головний предмет аналізу.  Індивідуалізм, таким чином, передбачає "право індивіда на свободу та самореалізацію". 
Він також використовувався як термін, що позначає "Якість буття індивіда; індивідуальність". Індивідуалізм, таким чином, також пов'язаний з богемними інтересами та способом життя, де існує тенденція до самореалізації та експериментування на відміну від ортодоксальних масових поглядів та манер поведінки.

## Вислови про індивідуалізм

### Фрідріх Гаєк
Зауважимо, що головні риси індивідуалізму, який виріс із християнства та класичної античної філософії, уперше були розроблені в епоху Відродження і відтоді виросли і розширилися в західну європейську цивілізацію з її повагою до особистості як такої, що означає визнання для кожної особи верховенства її поглядів і смаків, хай які вони специфічні, а також переконання в тому, що всім людям бажано розвивати свої індивідуальні таланти і схильності. "Шлях до рабства", 1944